# Woskriesienskoje (rejon mieleuzowski)
Woskriesienskoje (ros. Воскресенское) – wieś (sieło) w Rosji, w Baszkortostanie, w rejonie mieleuzowskim. W 2010 liczyła 1817 mieszkańców.